# Bergs drömkåk
Bergs drömkåk är ett svenskt TV-program som hade premiär 22 oktober 2019 på Dplay och Kanal 5. I programmet får man följa programledaren Carina Bergs och fotbollsspelaren Erik Bergs resa till att skapa sitt drömboende. Skärgårdshuset som de köpt för drygt 6 miljoner, är dock i behov av omfattande renoveringar, så någon lätt resa rör det sig inte om.